# 31. jägarbataljonen
31. jägarbataljonen (31. jbat), tidigare 31. lätta skyttebataljonen (31. lskbat),  är ett svenskt jägarförband, organiserat under Livregementets husarer (K 3). Bataljonen är ett lätt, rörligt snabbinsatsförband som förflyttar sig med helikoptrar, transportflygplan eller egna fordon.

## Historia
Både underrättelsebataljonen och den luftburna bataljonen har sin bakgrund i K 3:s ryttarskvadroner som ingick i kavalleribataljonerna. År 1942 började ryttarskvadronerna att utvecklas till beridna jägarskvadroner och den främsta stridsuppgiften var underrättelseinhämtning bakom fiendens linjer på fördelningsnivå, men förbandet kunde också användas för störstrid. År 1949 avvecklades de beridna jägarskvadronerna och ersättes av en ny förbandstyp som kallades för fördelningsjägarskvadron (1949–1954) som motoriserades med lätta terrängfordon med inriktning mot underrättelseinhämtning och störstrid bakom fiendens linjer. En förskjutning skedde sedan mot underrättelseinhämtning, vilket innebar att fördelningsjägarskvadronen avvecklades och ersattes av motoriserade spaningsskvadroner som utbildades vid K 3 åren 1955–1975.
År 1975 ersattes de motoriserade spaningsskvadronerna av jägarbataljon 80 (606 soldater), avsedd för störstrid till fots och underrättelseinhämtningen var främst för egen del. Jägarbataljonens ursprungliga organisation bestod av en bataljonsstab, bataljonsstabsskvadron (en stabs- och trosspluton samt en jägarpluton) och tre jägarskvadroner (en stabstropp, en granatkastarpluton, tre jägarplutoner och en trosstropp).
Jägarbataljon 80 (606 soldater) utvecklades senare till två krigsförband, jägarbataljon 86 (571 soldater) och fördelningsunderrättelseskvadron 85. Jägarbataljon 86 fick en ökad rörlighet men också en ökad eldkraft. De största organisatoriska förändringarna var att granatkastarplutonen delades upp i tre granatkastargrupper som fördelades på de tre jägarplutonerna samt att en jägarpluton utvecklades till en jägarpansarvärnspluton med Robot 56 Bill. Detta innebar vissa förändringar av stridsuppgifterna, men förstahanduppgiften var fortfarande störstrid men bataljonen skulle också kunna bedriva ytövervakning, fördröjningsstrid mot fiendens tätförband, motanfall för att bekämpa mindre luftlandsättningsförband, upptäcka samt slå ut specialförband och inhämta underrättelser för egen del. Totalt krigsorganiserades sex jägarbataljoner på K 3 avsedda för södra och mellersta Sverige. Dessutom krigsorganiserades åtta norrlandsjägarbataljoner på K 4 för norra Sveriges behov.
Under 1990-talet ändrades inriktningen av K 3:s jägarbataljoner där initial stridseffekt prioriterades för att möta hot från specialförband och tidigt insatta luftlandsättningsförband. Innebörden av detta var att jägarbataljon 86 ersattes av ett nytt förbandskoncept som kallades för jägarbataljon 97 (även kallad för motoriserad jägarbataljon). Avsikten med jägarbataljon 97 var att ytterligare öka förmågan till taktisk rörlighet med välbeväpnade små enheter. Detta innebar att bataljonen började utvecklas ifrån ett jägarförband till ett lätt skytteförband med jägarkrav. Bataljonen hade ett mycket starkt pansarvärn och var arméns vassaste förband mätt i pansarvärnsförmåga per soldat. På grund av försvarsbeslutet 1996 fortsatte inte utvecklingen av jägarbataljon 97. Utvecklingsarbetet fortsatte med inriktning mot förbandskonceptet jägarbataljon 2000, men detta koncept lades sedan ned och utvecklingen inriktades istället mot en luftburen bataljon med luftburna soldater.
I försvarsbeslutet 2000 bestämdes det att Sverige skulle bygga upp en luftburen bataljon. I planeringsstadiet tänkte man sig att 30 medeltunga helikoptrar och 8 attackhelikoptrar skulle vara knutna till bataljonen. Tanken med att införskaffa attackhelikoptrar slopades dock under tidigt 2000-tal och av de medeltunga helikoptrarna beställdes bara 18. Detta innebar en omsvängning från ett förband avsett för luftmobila operationer med helikopter till ett förband avsett för luftmobila operationer med transportflygplan.
År 2008 blev bataljonen operativ och den hade tidigare varit en del av husarbataljonen vid Livregementets husarer men från och med januari 2008 delades husarbataljonen upp i 31. luftburna bataljonen och 32. underrättelsebataljonen.
Den luftburna bataljonen avvecklades år 2013 för att utvecklas till en lätt skyttebataljon som delades mellan Livgardet och Livregementets husarer. Enligt budgetunderlaget för 2015 kom den lätta skyttebataljon att utgå ur krigsorganisationen och istället inriktas mot en motoriserad skyttebataljon med pansarterrängbil 360. Detta har nu ändras genom ett nytt beslut, vilket innebär att dagens lätta skyttebataljon vidmakthålls vid K 3 och kommer återigen få en ökad luftrörlighet. På Livgardet kommer det istället att sättas upp en motoriserad skyttebataljon med pansarterrängbil 360, vilket är ett unikt beslut - eftersom det utökar den svenska krigsorganisationen för första gången sedan 40-talet. År 2022 antogs namnet 31. jägarbataljonen.

## Uppgift
Förbandet transporteras med helikopter, transportflyg eller rör sig till fots alternativt med lättare fordon bakom fiendens linjer för att genom anfall ta och försvara terräng, slå mot viktiga mål samt utföra sabotage. Tidigare förfogade bataljonen också över enheter för undsättning som ingick i stabs- och understödsskvadron. 31. bataljon är idag det enda förband i Sverige som genomför luftmanövrar, detta tillsammans med Andra helikopterskvadronen ur Försvarsmaktens helikopterflottilj. 

## Organisation
Bataljonen i sin helhet var organiserad på följande sätt:
- 311. skvadron: Luftburen skvadron
- 312. skvadron: Luftburen skvadron
- 313. skvadron: Luftburen skvadron
- 314. skvadron: Trosskvadron
- 315. skvadron: Stabs- och understödsskvadron

De luftburna skvadronerna bestod av tre stycken skytteplutoner, en granatkastarpluton samt en stab- och trosspluton. Trosskvadronens bestod av en pionjärpluton, en trosspluton samt en sjukvårdspluton.
Stabs- och understödsskvadronens bestod av en ledningspluton och en spaningspluton samt en undsättningspluton.
Bataljonen är sedan den delade bataljons-organisationen med Livgardet upphörde organiserad som en stridsgrupp snarare än en fullskalig bataljon. med två stycken heltidsanställda och en deltidsanställd skvadron: 
- 310. skvadron: Ledning & understöds-skvadron (GSS/K)
- 311. skvadron: Luftburen skvadron (GSS/K)
- 312. skvadron: Luftburen skvadron (GSS/T)

## Uttagning och utbildning
Pliktverkets skala är mellan 1 och 9 där 9 är högst, bäst. Vid mönstring krävdes bland annat följande:
- 7 = styrka
- 7 = fysiskt arbete (cykling)
- 7 = psykisk förmåga (bedöms av psykolog)
- 4 = inskrivningsprov

### Grundutbildning
Efter genomförd antagningsprövning vid Rekryteringsmyndigheten (före detta Pliktverket) fick rekryten genomgå en 9 eller 11 månader lång grundutbildning (GU) vid K 3, och därefter söka anställning vid 31. LBbat eller 32. UNDbat. Rekryten fick då genomgå ett antal tester under tre dagar för att kunna bli anställd. Testerna omfattande bland annat styrketester, beep/cooper-test, simprov.
Dagens soldater utbildas som värnpliktiga och består i en för regementet gemensam 9-11 månaders grundutbildning mot befattningen Jägarsoldat. Vid slutförd godkänd grundutbildning har rekryten möjlighet att söka anställning vid någon av de två bataljonerna. Kraven som ställs på rekryten är desamma som tidigare.